# Peugeot 403
Peugeot 403 – samochód produkowany przez francuską firmę Peugeot w latach 1955–1966. Ogółem wyprodukowano ponad milion egzemplarzy tego samochodu. Poza Francją samochody montowano także w Argentynie, Australii i Nowej Zelandii.  
Model 403 został zaprojektowany przez znaną włoską firmę specjalizującą się w projektowaniu nadwozi - Pininfarina. Początkowo samochód napędzany był silnikiem R4 o pojemności  1,5 l, który osiągał moc 65 KM przy 5000 obr./min oraz moment obrotowy 102 Nm przy 2500 obr./min.  
Peugeot 403 posiadał sztywną tylną oś, która wykorzystana została także w samochodzie Simca Aronde, jednak samochody Citroëna oraz Panharda miały znacznie bardziej zaawansowane konstrukcje zawieszenia tylnego. Samochodem mogło podróżować sześć osób. Po złożeniu siedzeń otrzymywało się pełnowymiarowe łóżko. Szyberdach dostępny był już w standardzie. Wytrzymała konstrukcja samochodu została przygotowana specjalnie z myślą o dużej trwałości.
Model 403 został zastąpiony z powodzeniem przez Peugeota 404, co jednak nie zakończyło produkcji modelu 403, był on produkowany jeszcze przez kilka lat jako tańsza alternatywa, koniec produkcji nastąpił w roku 1966.
Był eksportowany m.in. do USA, gdzie był ceniony za ekonomiczność i dobre wyposażenie w stosunku do ceny (w 1959 roku kosztował 2175 dolarów, nieco mniej od typowych większych amerykańskich samochodów).

## Galeria

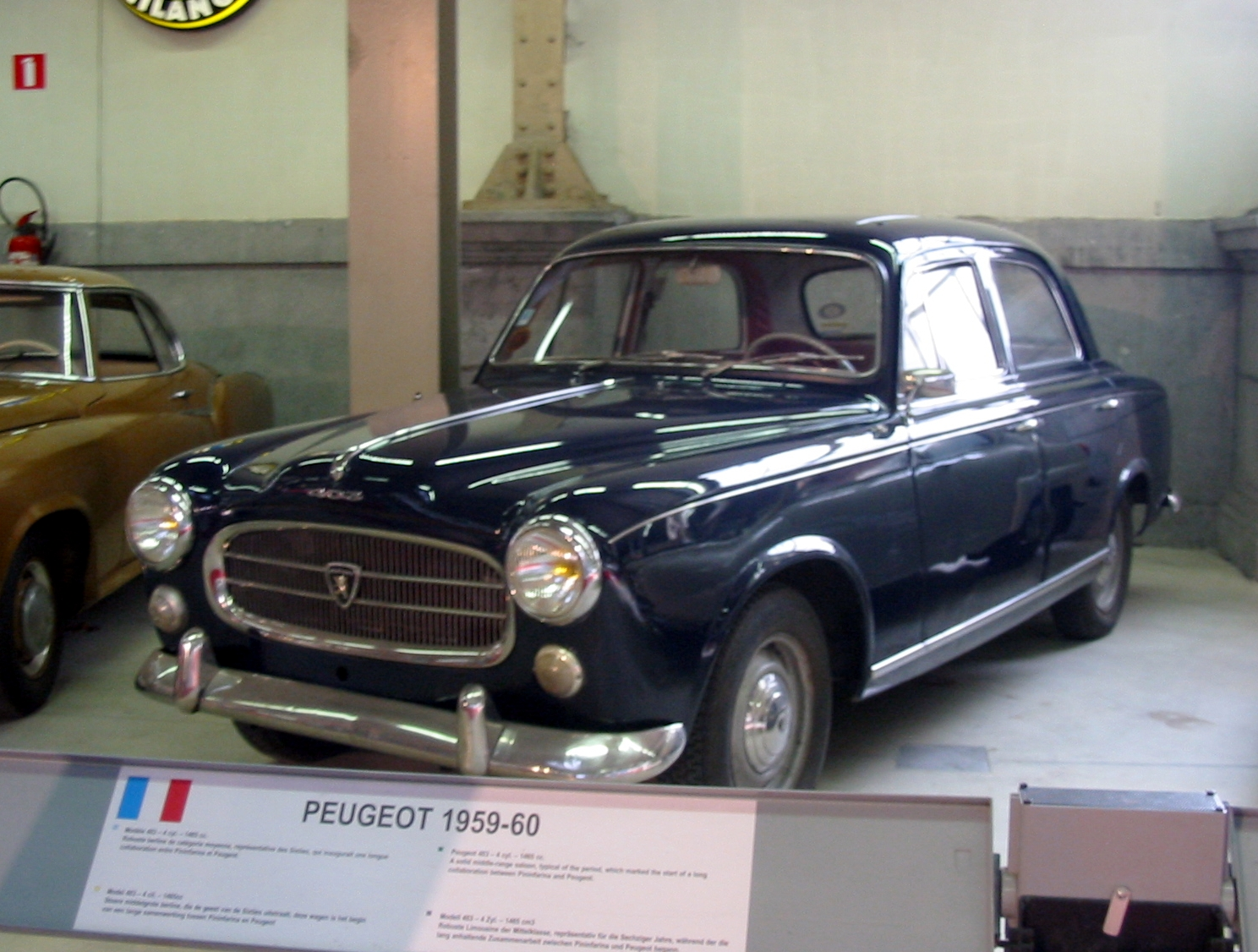
1959-1960 Peugeot 403
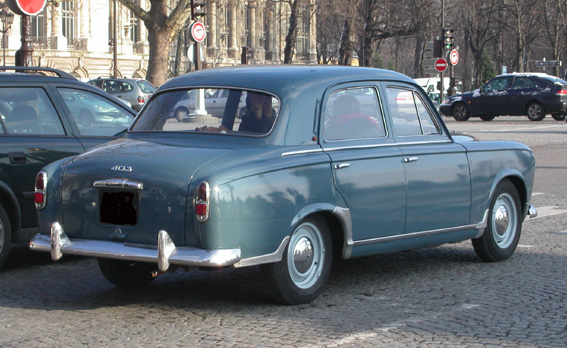
Peugeot 403 sedan
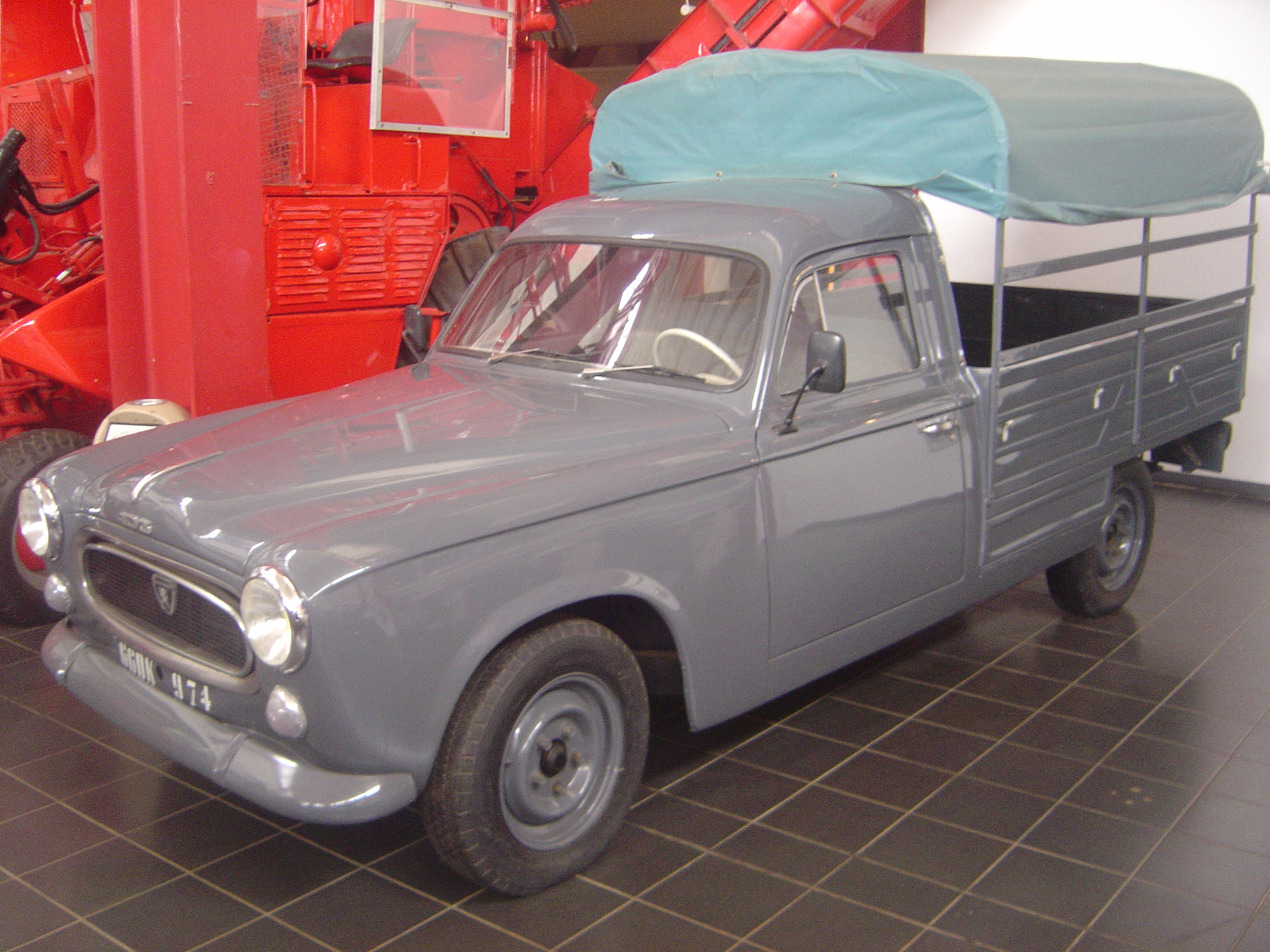
Peugeot 403 pickup
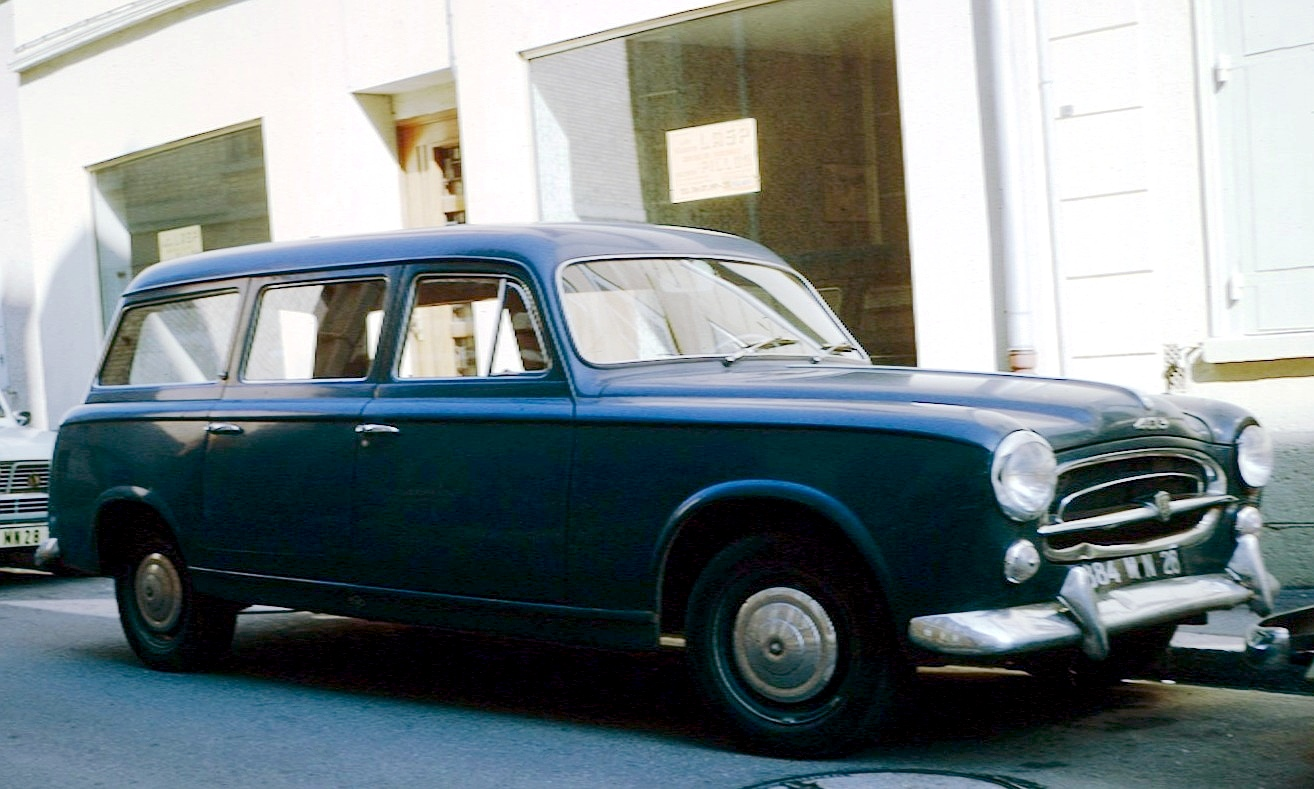
Peugeot 403 break (kombi)

## Peugeot 403 w kulturze
Porucznik Columbo, bohater amerykańskiego telewizyjnego serialu kryminalnego Columbo, jeździł starym i mocno zdezelowanym Peugeotem 403 kabriolet.
Peugeotem 403 poruszają się również bohaterowie filmu Romana Polańskiego Nóż w wodzie.